# 山棕
山棕是臺灣特有的棕榈科桄榔属物種，也是臺灣最常見的原生棕櫚科物種，屬常綠灌木，廣泛分布於臺灣本島、龜山島、綠島及蘭嶼的低海拔森林。其名稱來自臺灣話，即生長於山區的棕櫚，亦有白欖王、虎尾棕、臺灣砂糖椰子等俗稱。其株高可達3.5公尺，幹莖短。春季開花，肉穗花序，黃色。夏至秋季結果，核果球形或倒卵形，熟果色。羽狀複葉，小葉闊線形，疏齒緣。疏葉椰子類，質感粗。淺根植物。

## 扩展阅读
- 維基物種上的相關：山棕